# Landerd
Landerd es un municipio de la provincia de Brabante Septentrional en los Países Bajos, en la región natural de Peel. De carácter eminentemente rural, aunque próximo a las áreas urbanas de Oos y Uden, el 30 de abril de 2017 contaba con una población de 15.336 habitantes, sobre una superficie de 70,71 km², de los que 0,33 km² cubiertos por el agua, con una densidad de 218 h/km².  
El municipio se creó en 1994 por la fusión de Zeeland, Schaijk y Reek. El ayuntamiento tiene dos sedes: en Schaijk para las funciones representativas y en Zeeland para las tareas adminstrativas.

## Galería de imágenes

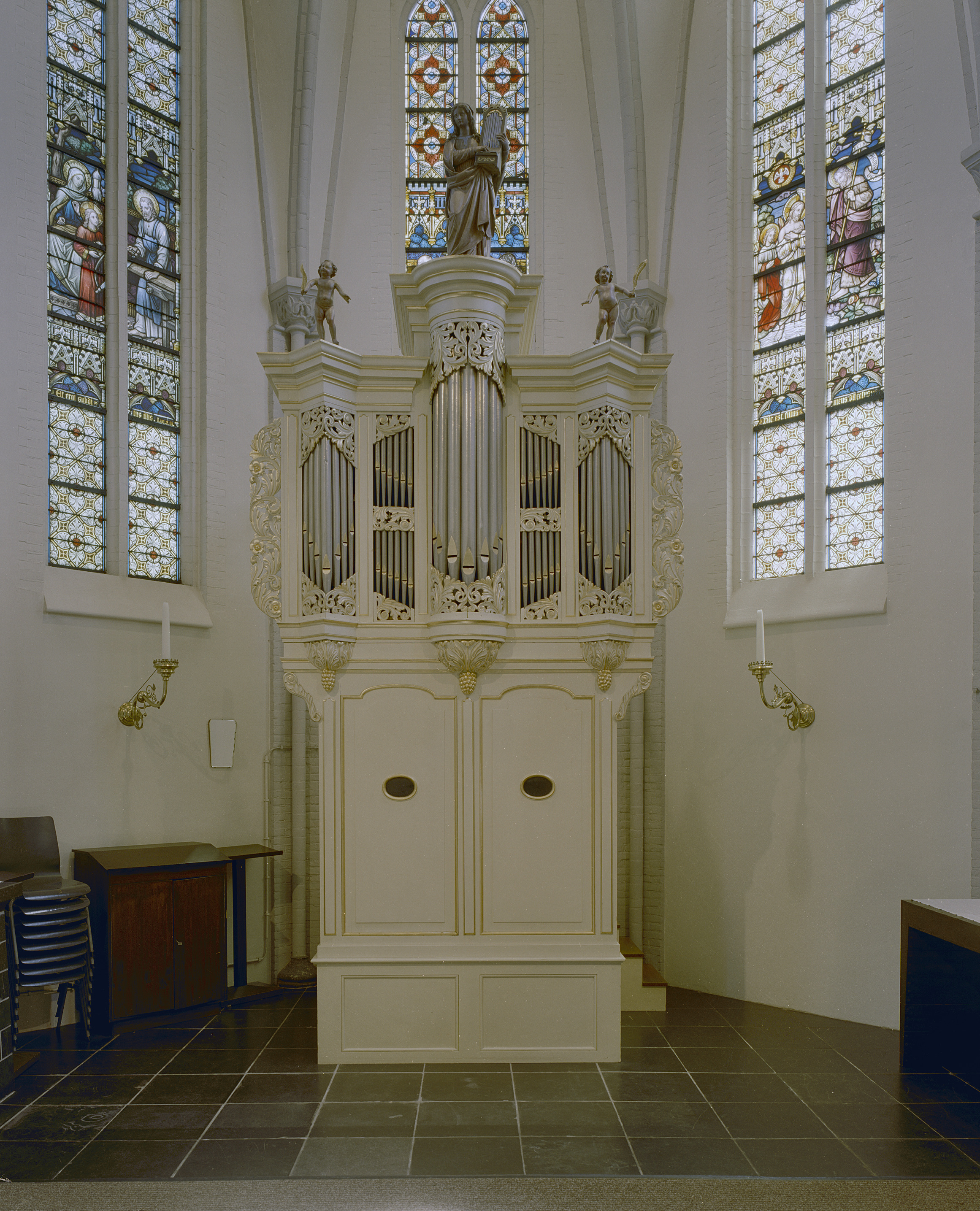
Schaijk : órgano de la iglesia de San Antonio Abad, fabricado por M. van Deventer en 1754 para la iglesia católica de Velp.
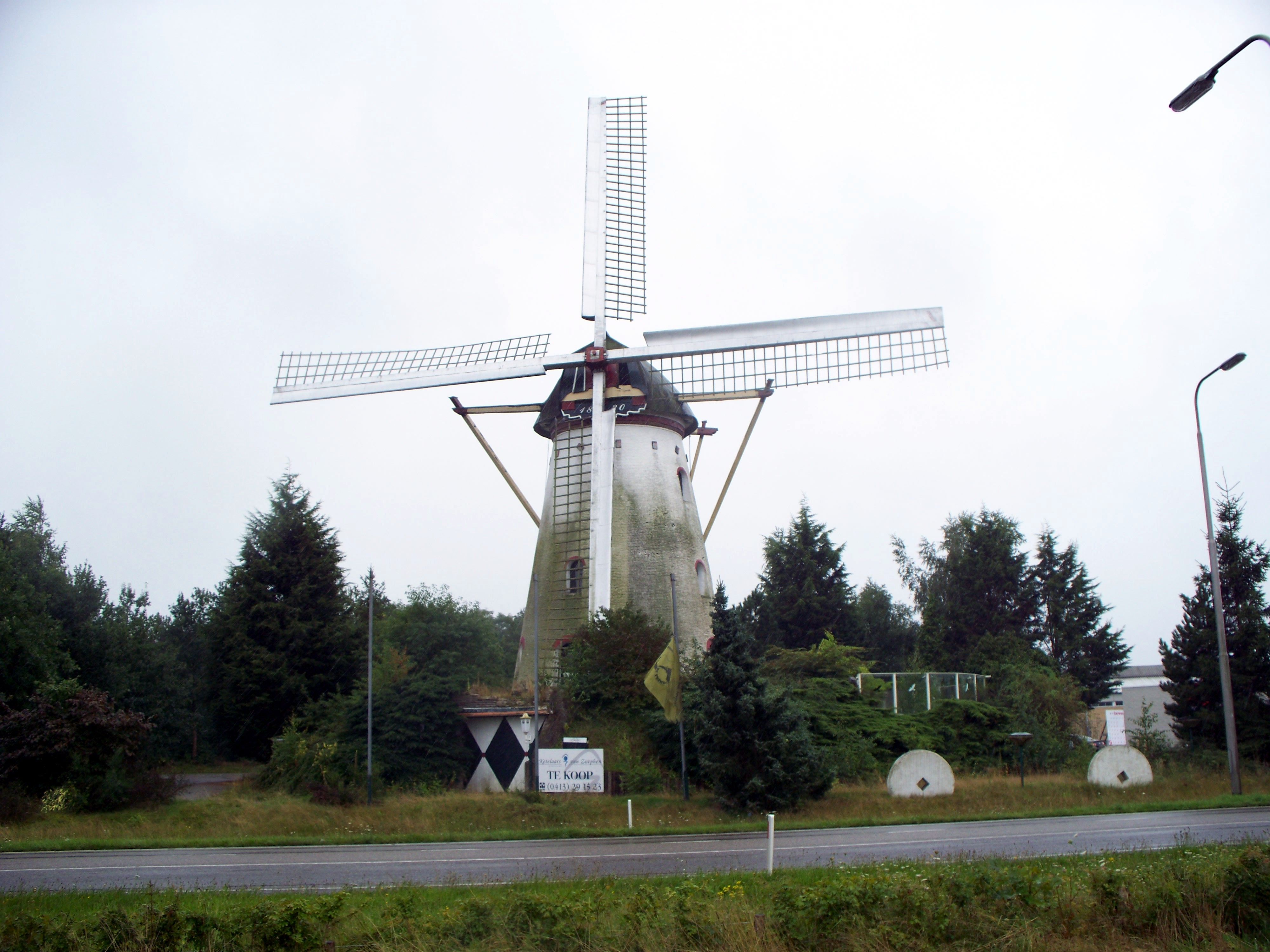
Reek: Hellemolen
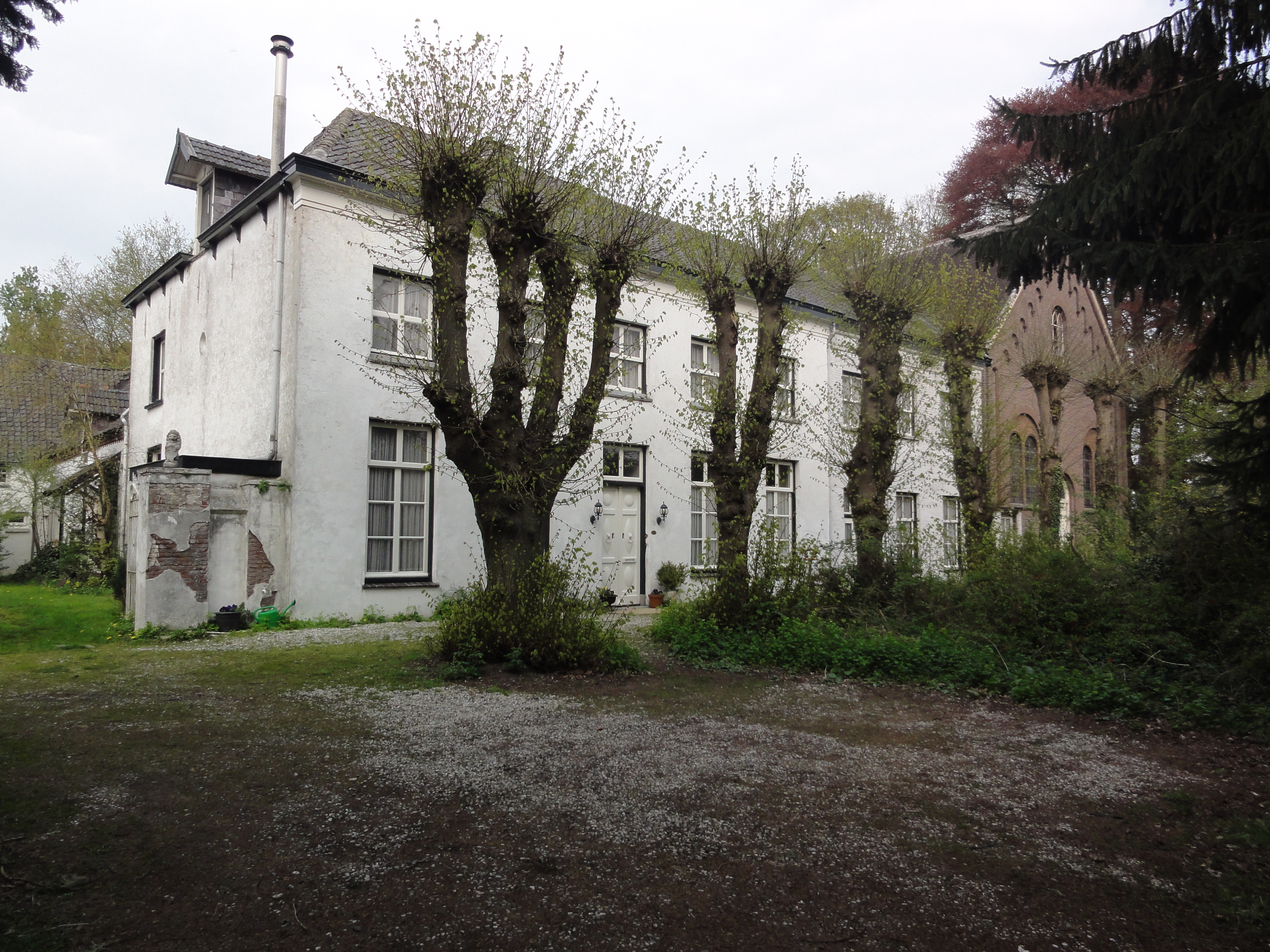
Reek: monasterio de Santa Isabel
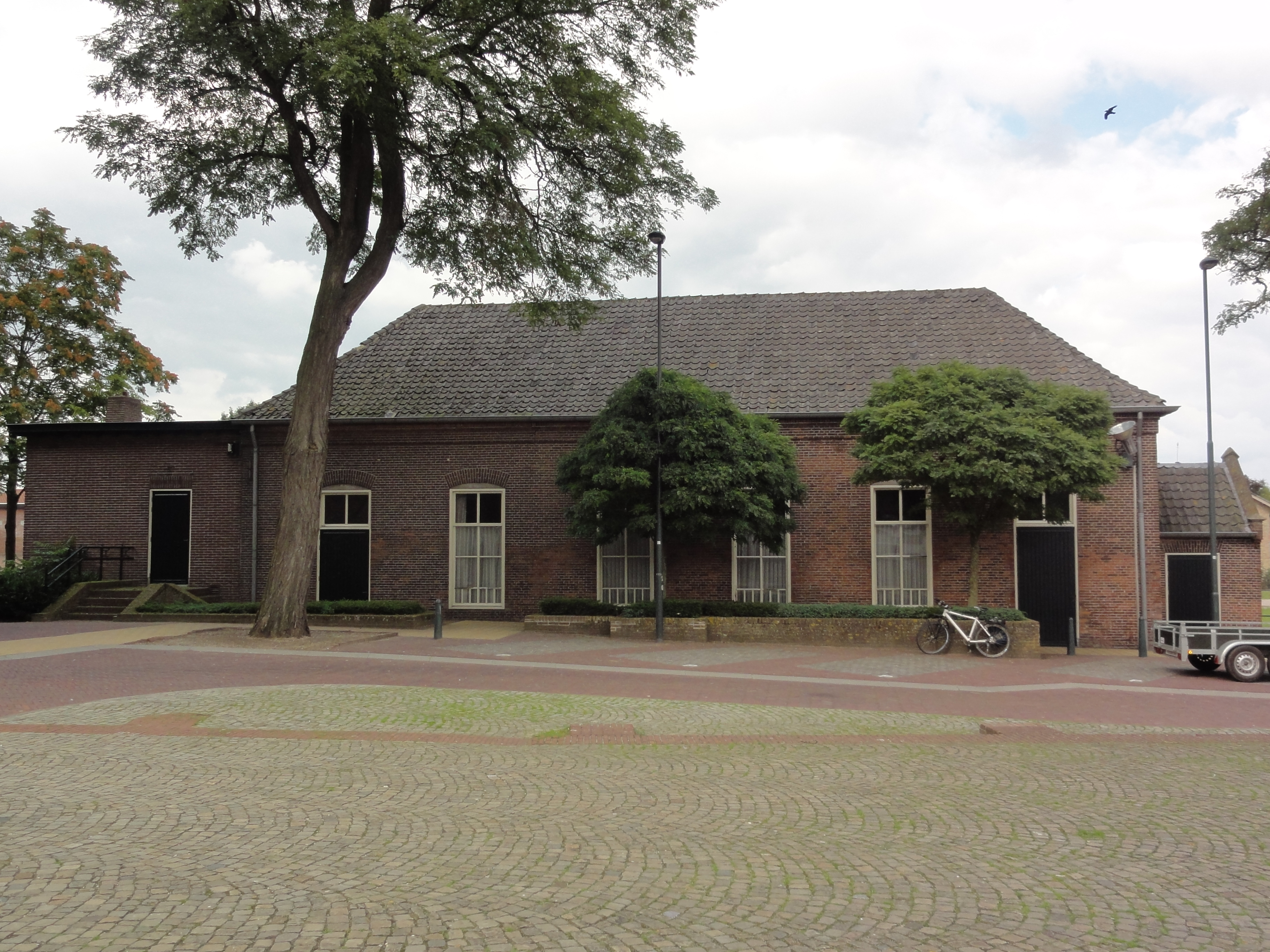
Zeeland: antigua escuela, 1843.
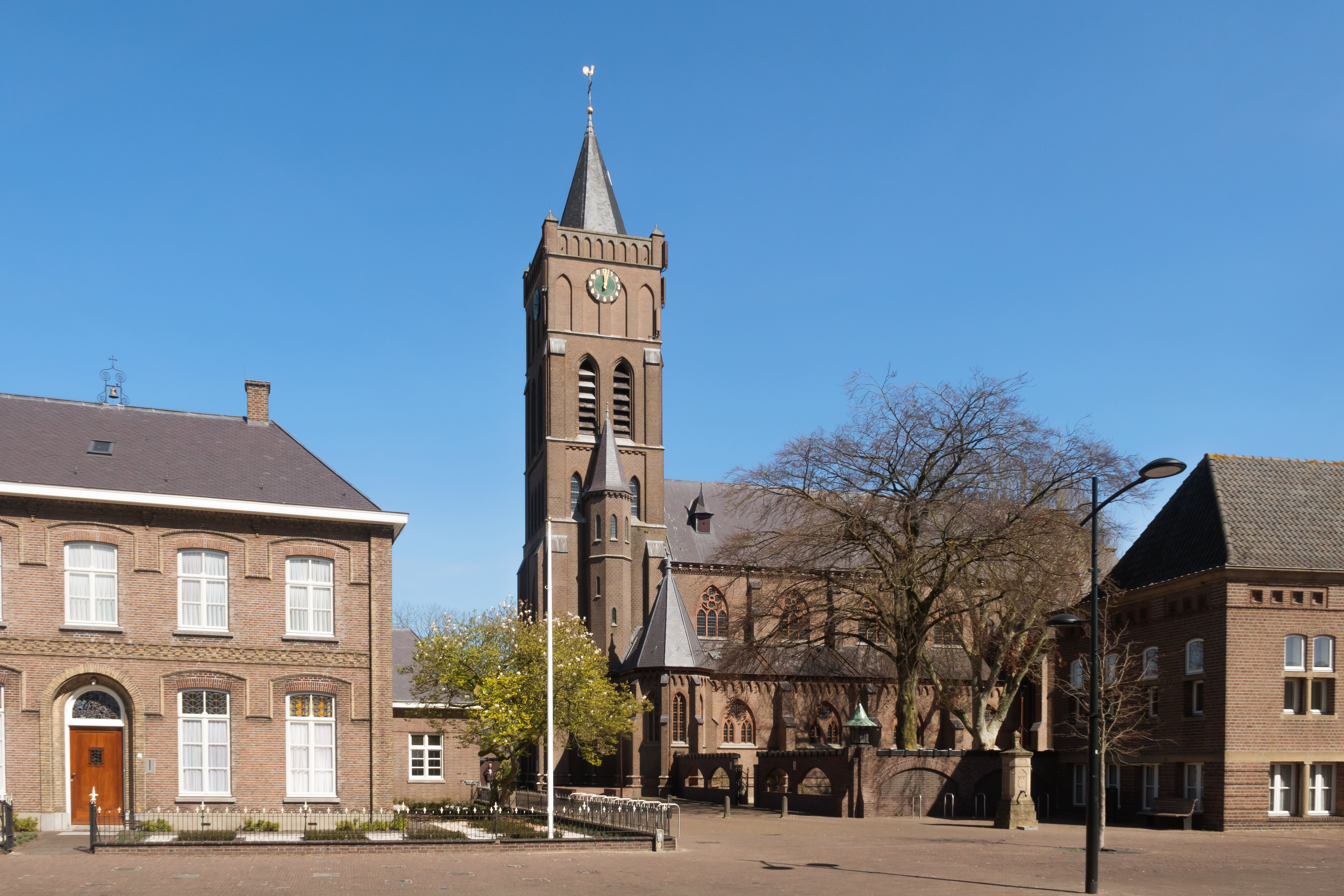
Iglesia: Sint Antonius Abtkerk